# Bulletin de décès
Ne doit pas être confondu avec certificat de décès ou Acte de décès.
 (août 2018).
Le bulletin de décès est, en France, un document destiné à la direction départementale des Affaires sanitaires et sociales, établi par l'officier d'état civil de la mairie après la mort d'une personne. L'avis de décès est sa version nominative, destinée à l'Institut national de la statistique et des études économiques,.

## Contenu
Il renseigne sur les caractéristiques socio-démographiques de la personne décédée :
- l'état civil
- date et lieu de naissance,
- date et lieu de décès,
- commune et département de domicile,
- état matrimonial,
- catégorie socioprofessionnelle.

Ce bulletin est dupliqué pour produire deux documents : 
- Avant 1997 :
  - Le bulletin 7 (sans identification de la personne). Il est agrafé avec la partie fermée et cachetée du certificat (certificat médical de cause de décès) et envoyé au médecin de santé publique de la Direction Départementale des Affaires Sanitaires et Sociales (Ddass) qui décachette la partie inférieure du certificat de décès, ce qui lui permet en connaissant la cause de la mort de surveiller l'évolution éventuellement préoccupante de certains types de décès (santé publique). Ce médecin de la Ddass envoie ensuite ce bulletin de décès (avec le certificat correspondant) au CépiDc[3] de l'Inserm. ,
  - L'avis 7 bis (nominatif). Cet avis 7 bis est transmis à l'Insee (sans les causes médicales de décès, afin de constituer le fichier individuel des données socio-démographiques).
- Depuis 1997 :
  - Un certificat général de décès adulte (conforme aux recommandations de l'OMS) est utilisé, ou un certificat de décès néonatal (pour les enfants de moins de 28 jours) incluant des informations utiles aux épidémiologues sur les circonstances du décès.

## Limites
En l'absence d'autopsies et d'analyses poussées, les causes de la mort (dont mort subite) peuvent être mal diagnostiquées. 
De nombreuses régions françaises ne disposaient pas de registres du cancer, et il n'y avait pas non plus de registre national du Cancer.